# 第132步兵師 (德國國防軍)
第132步兵師（德語：132. Infanterie-Division）是納粹德國國防軍陸軍的一個步兵師。該師於1940年10月在巴伐利亞兰茨胡特組建。
該師組建後，首次作戰為參與巴爾幹戰役。1941年6月，該師參與巴巴羅薩行動，此後一直在東線作戰。
該師最後於1945年5月在庫爾蘭口袋被殲。

## 註腳
1. ↑  Mitcham（2007年）